# Lavendel
Lavendel (Lavandula angustifolia) är en art i familjen kransblommiga växter och förekommer naturligt från södra Frankrike till nordvästra och södra Italien. Arten odlas som prydnad och till parfymindustrin. Den förekommer även förvildad utanför sitt ursprungliga utbredningsområde.

## Beskrivning och utbredning
Lavendel är en flerårig liten buske, vanligtvis med blåvioletta blommor i stoppställda ax och små smala silvergrå blad. Lavendel finns även i andra färger, till exempel vit och rosa. Den blir cirka 50 centimeter hög och används mest som dekoration och för sina väldoftande blommor som blommar i juli till augusti. Den bör planteras soligt och i väldränerad jord.
Växten finns omnämnd i Sverige redan under medeltiden. I Sverige är den härdig upp till Mälardalsområdet och under gynnsamma omständigheter en bit upp efter Norrlandskusten. I de allra sydligaste delarna av Sverige förekommer den förvildad, och den första noteringen om förvildad lavendel i Sverige gjordes 1933 i Malmö.

### Odling

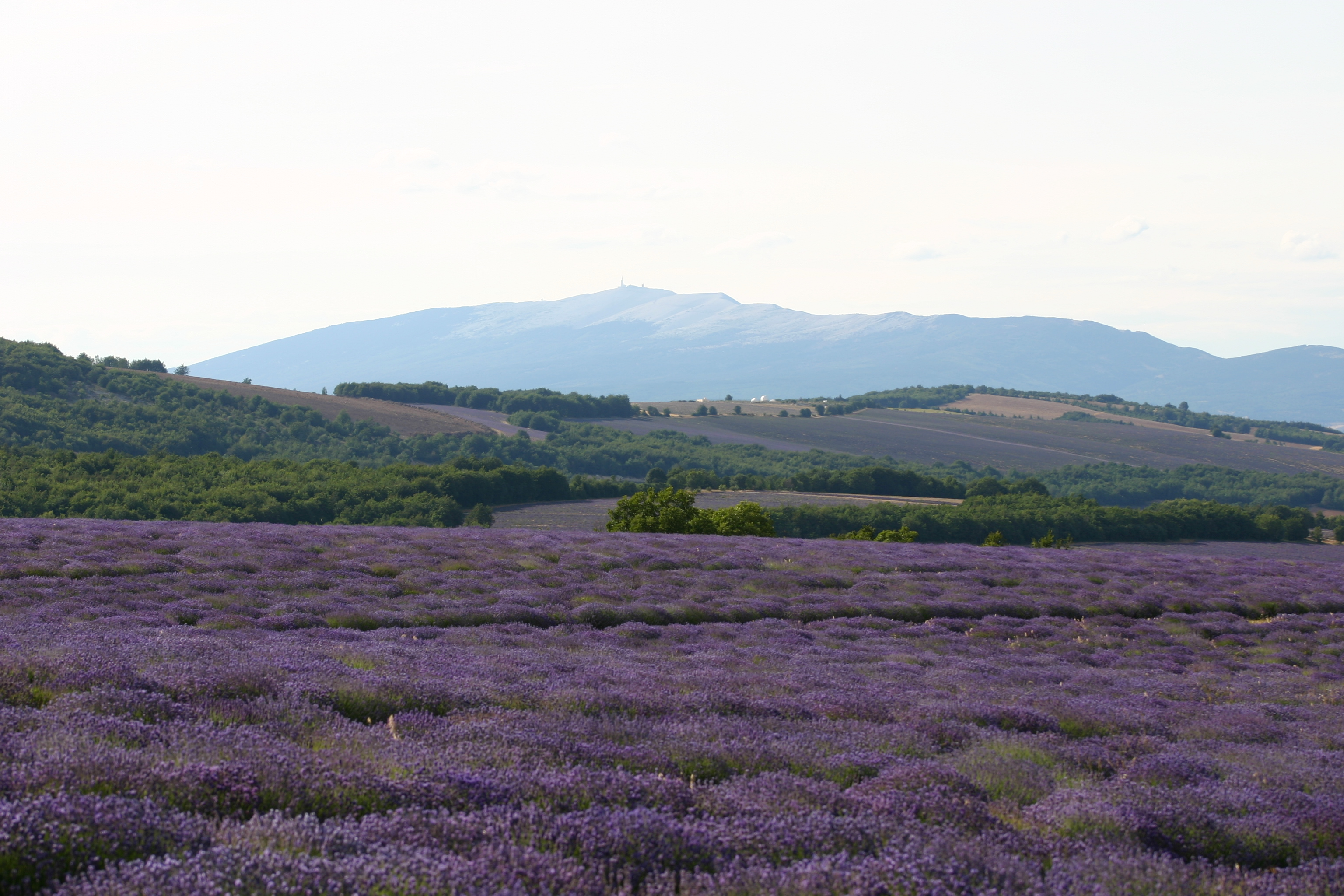
Lavendelodling i södra Frankrike.

Omfattande odling av lavendel förekommer i delar av södra Frankrike (inte minst i departementet Vaucluse).

## Användning
Lavendel används av vissa även som insektsrepellerande medel framför allt mot mal i garderob, då malen skyr doften som lavendel utsöndrar. I Sverige är det gammal tradition att placera torkade blommor i påsar i linneskåpet. Detta ger linnet en svag parfymering.
Växten lär även kunna användas till örtte, medan den i Sydeuropa förekommer som krydda till kött. Lavendel har också en historia som läkeväxt, och den anses vara både lugnande och kramplindrande.

### Lavendelolja
Av lavendel kan framställas lavendelolja, även kallad spikolja. Farmakopénamn för denna olja är Oleum de spica, Aetheroleum lavanduale, Lavandulae aetheroleum, Oleum lavandulae och Oleum lavandulae florum. CAS-numret är 90063-37-9. Lavendelolja kan förväxlas med spiklavendelessens, lavandinessens, örtoljan lavendelolja, indisk lavendelolja (en variant av linaloeolja) och skärmlavendelolja som är en eterisk olja ur "fransk lavendel" (Lavandula stoechas). Denna är skarpare och har mer kamferartad doft.

## Namnet
Namnet lavendel kommer från medeltidslatinets la'vendula eller la'vandula, vilket i sin tur härrör från verbet lavare ('tvätta). På grund av sin väldoft har växten fått stor användning i samband med just bad. Artnamnet angustifolia betyder 'smalbladig', efter angustus ('smal') och folium ('blad').

## Sorter
En mängd sorter förekommer, exempelvis:
- 'Hidcote Blue' - har blåvioletta blommor.
- 'Joan Davis' - har mörkt rosa blommor.
- 'Martha Roderick' - har ljusblå blommor.